# Glypta banffensis
Glypta banffensis là một loài tò vò trong họ Ichneumonidae.